# Rowah
Rowah was een Nederlandse handbalvereniging uit Waddinxveen.

## Geschiedenis
De vereniging werd in 1991 opgericht onder de naam Rowah. De naam 'Rowah' is een combinatie van de beginletters van de shirtkleur (rood), de plaats waarin de thuiswedstrijden werden gespeeld (Waddinxveen) en de beoefende sport (handbal). In de ruime 25 jaar van het bestaan van de club groeide de vereniging uit tot een middelgrote vereniging. In 2004 werd er een clubgebouw voor de handbalvereniging gebouwd in samenwerking met de gemeente.
Het terugnemende aantal leden in de laatste jaren van het bestaan van de club zorgde voor een steeds moeilijkere financiële situatie. In de zomer van 2017 werd duidelijk dat de club nauwelijks nog overeind kon blijven. De hoogte van de zaalhuur, de teruglopende inkomsten, het gebrek aan vrijwilligers en het op maatschappelijk vlak toegenomen takenpakket zorgde voor een doodlopende situatie, waardoor uiteindelijk in december 2017 de handbalvereniging werd opgeheven.
In 2020 werd het clubgebouw van de voormalige handbalvereniging gesloopt vanwege de slechte staat van het gebouw.